# 511 (číslo)
Pět set jedenáct je přirozené číslo. Následuje po čísle pět set deset a předchází číslu pět set dvanáct. Římskými číslicemi se zapisuje DXI a řeckými číslicemi φια.

## Matematika
511 je:
- Deficientní číslo
- Poloprvočíslo
- Nešťastné číslo

## Astronomie
- (511) Davida je planetka hlavního pásu, kterou v roce 1903 objevil Raymond Smith Dugan

## Roky
- 511
- 511 př. n. l.